# Paule Maurice
Paule Charlotte Marie Jeanne Maurice (* 29. September 1910 in Paris; † 18. August 1967 ebenda) war eine französische Komponistin.
Maurice studierte am Conservatoire de Paris bei Jean und Noël Gallon Kontrapunkt, Fuge und Harmonielehre und bei Henri Busser Komposition. 1939 erhielt sie den ersten Preis im Fach Komposition. Von 1933 bis 1947 war sie Assistentin von Jean Gallon. Seit 1965 war sie Professorin für Harmonieanalyse an der École normale de musique de Paris.
Maurices bekanntestes Werk ist die 1948–1955 entstandene Suite Tableaux de Provence für Saxophon und Orchester, die sie dem Saxophonisten Marcel Mule widmete. Das Werk wurde 1958 von Jean-Marie Londeix und dem Orchestre Symphonique Brestois unter der Leitung ihres Ehemanns Pierre Lantier uraufgeführt. Weiterhin komponierte sie u. a. ein Klavierkonzert, eine Suite für Flötenquartett und das Ballett Cosmorama. Gemeinsam mit ihrem Mann veröffentlichte sie Complément du Traité d'Harmonie de Reber, eine Ergänzung des Standardwerks zur Harmonielehre von Napoléon-Henri Reber aus dem Jahr 1862.